# 모운정
모운정은 대한민국 경상북도 의성군 다인면 달제리 33에 있다. 2013년 5월 28일 의성군의 문화유산 제15호로 지정되었다.

## 개요
모운정은 신라 말기의 학자인 고운 최치원(孤雲 崔致遠)을 추모하기 위해 경주최씨(慶州崔氏) 관가정파(觀稼亭派)에서 건립한 정자로, 옛 정자를 1930년에 중건했다.
모운정은 경사진 대지 위에 축대를 쌓아 올린 후 토석담을 두른 정면 3칸, 측면 2칸 규모로 구조가 5량가 팔작집으로, 평면은 좌측에 온돌방 2칸을 두고 우측에는 우물마루를 깐 당(堂) 1칸을 연접시켰으며, 전면에는 반칸 규모의 퇴칸을 두고 퇴칸의 전면에는 계자각(鷄子脚)을 세운 헌함(軒檻)을 설치하였다.